# Bourret, Tarn-et-Garonne
Bourret är en kommun i departementet Tarn-et-Garonne i regionen Occitanien i södra Frankrike. Kommunen ligger i kantonen Verdun-sur-Garonne som tillhör arrondissementet Montauban. År 2022 hade Bourret 974 invånare.

## Befolkningsutveckling
Antalet invånare i kommunen Bourret
| Referens: INSEE |